# Scillaelepas gemma
Scillaelepas gemma is een rankpootkreeftensoort uit de familie van de Scalpellidae. De wetenschappelijke naam van de soort is voor het eerst geldig gepubliceerd in 1894 door Aurivillius.